# Malala Soloniaina
Malala Soloniaina (ur. 1 czerwca 2003) – madagaskarska zapaśniczka walcząca w stylu wolnym. Siódma na igrzyskach afrykańskich w 2023. Ósma na mistrzostwach Afryki w 2024. Złota medalistka igrzysk Wysp Oceanu Indyjskiego w 2023. Czwarta na igrzyskach frankofońskich w 2023 roku.